# いえないから
もしかして
- 言えないから

ではありませんか？